# Sega Saturn
Sega Saturn (セガサターン Sega Satān?) es la cuarta videoconsola de sobremesa producida por Sega. Perteneciente a la quinta generación de videoconsolas, es la sucesora directa de Mega Drive y compitió con la PlayStation de Sony y la Nintendo 64 de Nintendo. Salió al mercado el 22 de noviembre de 1994 en Japón, el 11 de mayo de 1995 en Norteamérica, y el 8 de julio de 1995 en Europa.
Diseñada por un equipo de I+D supervisado por Hideki Sato, el hardware utilizaba una doble CPU con dos núcleos Hitachi SH-2 para manejar gráficos tridimensionales. El sistema tiene una biblioteca con más de 1000 juegos desarrollados por Sega y terceras compañías, todos ellos publicados en formato CD-ROM. La mayoría se editaron solo en el mercado japonés. Además incorporaba un cargador de cartucho que permitía ampliar la memoria RAM para ciertos títulos.
Con un total de 9,26 millones de unidades vendidas a nivel mundial, Sega Saturn quedó detrás de PlayStation y Nintendo 64 con unas cifras por debajo de las previsiones. Si bien en Japón fue la segunda videoconsola más vendida de su generación, llegando a mejorar las cifras que había obtenido Mega Drive allí, en Norteamérica y Europa se vio ampliamente superada por la máquina de Sony. Sega detuvo la comercialización de Saturn en 1998 para dar paso a Dreamcast, aunque continuaron publicándose juegos en Japón hasta el 2000.
El catálogo de Saturn es recordado por títulos emblemáticos como Nights into Dreams, Sega Rally Championship, la serie Panzer Dragoon, Virtua Cop y la serie Virtua Fighter, así como por sus conversiones de arcade. También se ha puesto en valor su potencia para juegos 2D gracias a los cartuchos de expansión de memoria RAM. Sin embargo, los desarrolladores tuvieron dificultades para programar juegos en 3D por su compleja arquitectura de doble procesador y por el uso de polígonos de cuatro vértices. Con el paso del tiempo, la dirección de Sega ha sido criticada por las decisiones que había tomado durante su desarrollo y comercialización.

## Historia

### Antecedentes

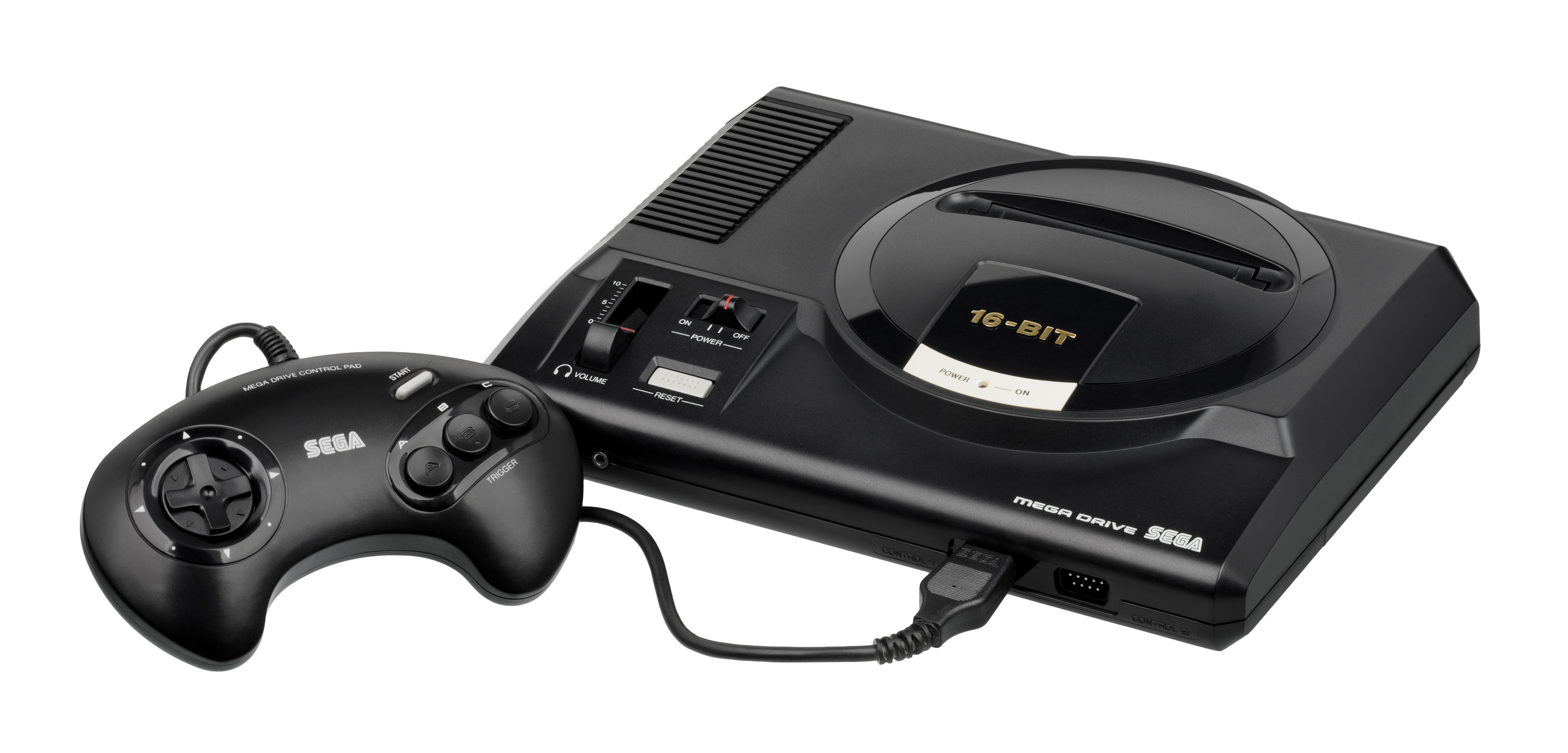
La Mega Drive, conocida como Sega Genesis en Norteamérica, vendió más de 30 millones de unidades con especial éxito en el mercado occidental.

La historia de Sega en los años 1990 estuvo marcada por el desempeño de Mega Drive, su videoconsola de cuarta generación. A diferencia de otros proyectos de la compañía, más centrados en el mercado japonés, Mega Drive fue la consola más vendida en Estados Unidos y Europa gracias a una estrategia desarrollada por Tom Kalinske, director general de la filial estadounidense, quien impulsó cuatro medidas para ganar cuota de mercado: una rebaja de precio, agresivas campañas publicitarias, videojuegos específicos para EE. UU., y un pack de venta que incluía Sonic the Hedgehog, su juego más icónico. El éxito de Kalinske, respaldado entonces por el director general Hayao Nakayama, generó una intensa rivalidad entre la filial estadounidense y la japonesa, ya que Mega Drive había quedado allí por debajo de Super Nintendo y PC Engine. El otro negocio más rentable de la empresa era el arcade: el lanzamiento de la placa Sega Model 1 en 1992 conllevó el desarrollo de títulos como Virtua Racing y Virtua Fighter, en su época innovadores por utilizar entornos poligonales.

### Desarrollo
Después de varios intentos por alargar la vida útil de Mega Drive, con periféricos de expansión como el Sega CD (1991), la división japonesa de Sega ordenó diseñar una nueva consola orientada a la quinta generación de 32 bits. El desarrollo de este producto fue supervisado por Hideki Sato, director del departamento de I+D de la división japonesa y responsable de la Mega Drive. En un primer momento se planteó que pudiese manejar juegos bidimensionales con texturas tridimensionales, pero el éxito de Virtua Fighter y el auge del 3D les llevó a concebir una videoconsola totalmente tridimensional. Sega tuvo dos proyectos sobre la mesa que llegaron a ser confirmados por la revista Edge: Jupiter, el modelo basado en cartuchos, y Saturn, con CD-ROM. Al final Sega descartó Jupiter y priorizó el desarrollo de Saturn, cuyo nombre en clave se mantuvo para la marca definitiva. En paralelo, la división americana había impulsado el lanzamiento en 1994 de la Sega 32X, un nuevo periférico de expansión para Mega Drive que tuvo escaso recorrido porque salió meses antes de confirmarse el proyecto Saturn.
En enero de 1993, Sega había llegado a un acuerdo con Hitachi para desarrollar la CPU de Saturn con microprocesadores SH-2. En un primer momento se iba a usar un procesador NEC V60 que ya tenía el Sega Model 1, pero al final optaron por el modelo de Hitachi. Durante el proceso, se desveló que la nueva videoconsola de Sony Computer Entertainment, conocida como PlayStation, iba a usar un procesador MIPS R3000A que era más potente en el manejo de gráficos tridimensionales que el SH-2. Después de que Hayao Nakayama pidiese mejoras en la máquina para competir con ellos, el equipo apostó por incluir dos procesadores SH-2 de 32 bits, un procesador de apoyo SH-1, y dos procesadores de video (VDP). El hecho de incluir la doble CPU, promocionado por Sega como un aspecto superior a PlayStation, no gustó en la división norteamericana porque complicaba el desarrollo de juegos y encarecía el producto. Tiempo después se supo que Tom Kalinske había intentado sellar acuerdos de fabricación con Silicon Graphics y con Sony, que venía de abandonar el proyecto SNES-CD de Nintendo en 1993; ambas negociaciones no prosperaron.

### Lanzamiento de Sega Saturn

El port de Virtua Fighter (1994) estuvo disponible desde el primer día en todos los mercados.

La presentación oficial de Sega Saturn tuvo lugar en la feria Tokyo Toy Show en junio de 1994. El doble procesador había incrementado su precio de venta por encima de los 400 dólares, en contraste con la línea más económica de Mega Drive. Desde el primer momento tuvo que competir con PlayStation por el mercado de quinta generación, ya que ambas consolas iban a ser lanzadas al mismo tiempo.
Saturn salió a la venta en Japón el 22 de noviembre de 1994, dos semanas antes que PlayStation, a un precio de 44 800 yenes. Las 200 000 unidades disponibles se agotaron el primer día, y la compañía esperó al debut de PlayStation el 3 de diciembre de 1994 para liberar más inventario. La oferta inicial estaba compuesta por seis títulos, entre los que destacaba el port de Virtua Fighter, cuyo tirón entre el público japonés ayudó a agotar las primeras remesas. Aunque el catálogo fue ampliándose con el paso del tiempo, algunos juegos como Clockwork Knight y Panzer Dragoon sufrieron retrasos por problemas de desarrollo. En el primer semestre de 1995, Saturn lideraba el mercado nipón con 1,3 millones de ventas y PlayStation llegaba igualada con 1,2 millones.
De cara al debut de ambas consolas en América del Norte, Tom Kalinske anunció en la prensa que Sega Saturn saldría el 2 de septiembre de 1995, bautizado como «Saturnday». Sin embargo, se adelantó la fecha para tomar ventaja sobre el debut de PlayStation, previsto ese mismo mes. Sega aprovechó la primera edición del Electronic Entertainment Expo (E3), celebrada el 11 de mayo de 1995, para dar una conferencia en la que desveló un precio de 399 dólares —con un pack que incluía Virtua Fighter de regalo—, las características técnicas y una sorpresa: alegando la «alta demanda» de los jugadores, Sega adelantaba el lanzamiento de Saturn para ese mismo día, cuatro meses antes de lo previsto, y confirmaba el envío de 30 000 unidades que estarían disponibles en varias tiendas seleccionadas de Estados Unidos. Este anuncio quedó eclipsado por la posterior conferencia de Sony: PlayStation saldría el 9 de septiembre a 299 dólares, cien por debajo de la consola de Sega.
Kalinske insistió en que era una buena estrategia con la salvedad de que tendrían que haber puesto al tanto a los minoristas y haber optado por un lanzamiento adelantado por regiones; aunque años más tarde alegaría que la directiva japonesa le instó a hacerlo.
A diferencia de lo sucedido en Japón, el estreno de Saturn en el mercado occidental se vio lastrado por la guerra de precios de Sony y por una distribución irregular, pues muchas tiendas se habían quedado sin inventario al desconocer el adelanto. Por otro lado, Saturn tuvo un primer catálogo limitado a seis juegos, todos desarrollados por Sega, frente a los diecisiete disponibles para PlayStation. Lejos de rectificar su decisión, Sega también adelantó el estreno en Europa al 8 de julio de 1995, a un precio cercano al americano —en España, 79.900 pesetas—. PlayStation, por su parte, salió el 29 de septiembre y tuvo mejores ventas en el mercado occidental desde el primer mes. Apenas unos días después, el 2 de octubre de 1995, Sega tuvo que rebajarlo ofreciendo dos opciones: 299 dólares sin juego de regalo e igualando la apuesta de PlayStation o 349 dólares junto a Virtua Fighter Remix —en España, 69.900 pesetas con Daytona USA incluido—.

### Competencia en la quinta generación

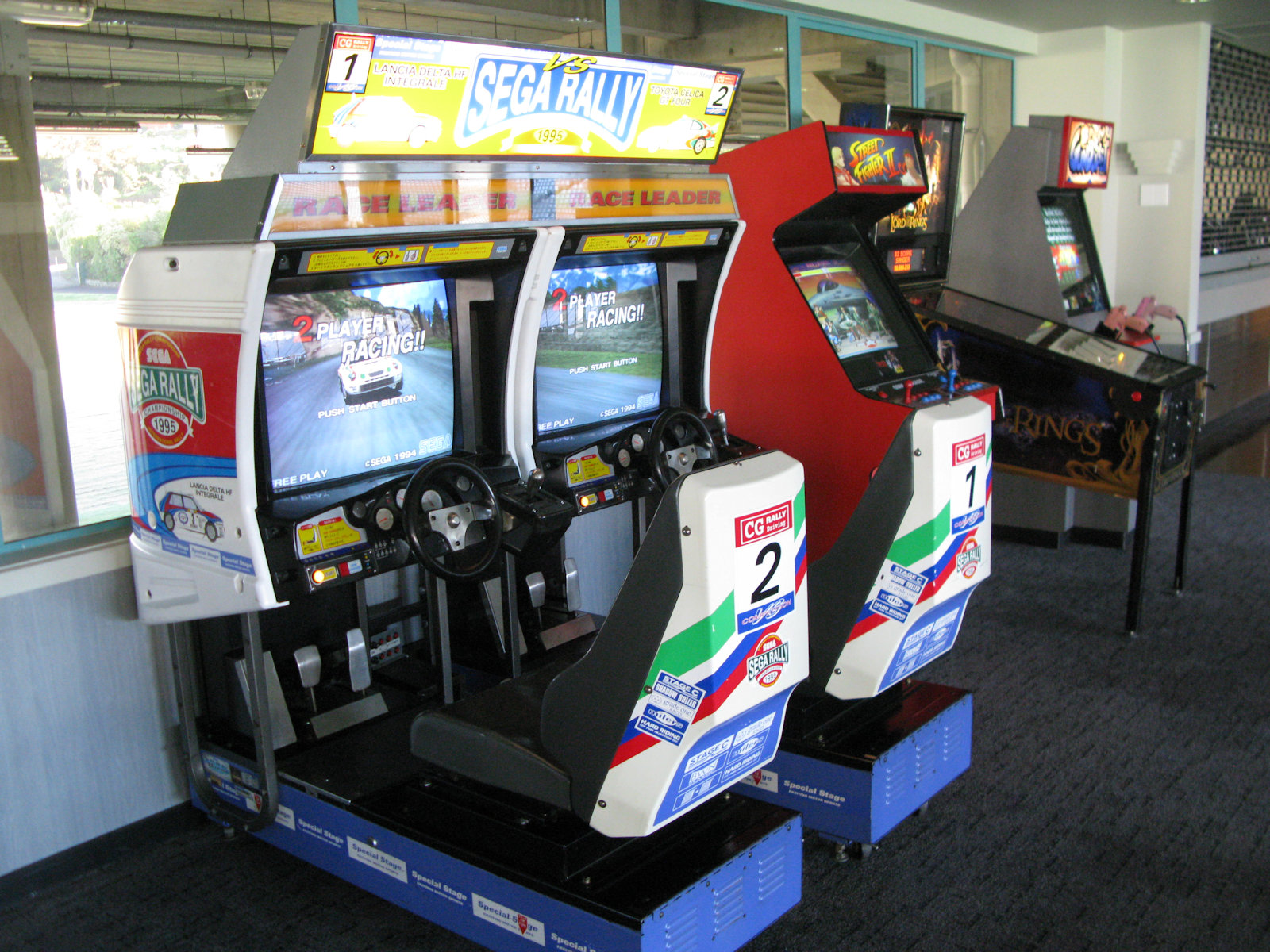
Sega Rally Championship salió a la venta a finales de 1995, un año después de la recreativa.

El catálogo de Saturn creció con el paso del tiempo, en parte gracias a las adaptaciones de recreativas basadas en Model 2 como Sega Rally Championship, Virtua Cop y Virtua Fighter 2, cuyo resultado final mejoraba los gráficos de Virtua Fighter y Daytona USA. Aunque las third-parties preferían trabajar para PSX, tanto por su hardware de un solo procesador como por las facilidades económicas que les ofrecía, Sega logró asegurarse el apoyo de algunas desarrolladoras multiplataforma, en su mayoría japonesas.
Con el objetivo de impulsar las ventas mundiales de Saturn, el presidente Hayao Nakayama ordenó el cese de fabricación del resto de consolas —Mega Drive, Game Gear y 32X— a finales de 1995. La decisión, motivada por las buenas ventas de Saturn en Japón, ha sido considerada a posteriori un error estratégico porque subestimaba al mercado estadounidense y europeo, donde Mega Drive aún era líder y su sucesora no había tenido buena acogida. De hecho, las videoconsolas de cuarta generación aún representaban el 64% del mercado mundial en 1995. La apuesta exclusiva de la matriz por Saturn motivó la dimisión de Tom Kalinske. Aunque, de acuerdo con su sucesor Shōichirō Irimajiri, su marcha no fue voluntaria. Tras analizar las cifras de Sega of America, se le habría encomendado una importante reestructuración de la compañía a realizar en el plazo de un año. Cuando acabó el plazo, al no haberse avanzado en este cometido, Irimajiri fue enviado a EE. UU. para asumir la presidencia. Al nuevo presidente Irimajiri se le unió Bernie Stolar, procedente de SCE, como director ejecutivo.
En marzo de 1996, Sega anunció un nuevo kit de desarrollo de software con el que pretendía facilitar el trabajo de los programadores. También puso a la venta una segunda generación de Saturn que integraba los dos procesadores en un solo chip ASIC. La compañía esperaba remontar su situación con el lanzamiento en julio de 1996 de Nights into Dreams, desarrollado por Sonic Team y que combinaba entornos tridimensionales con libertad de movimiento en planos dimensionales. A pesar de que Nights fue un éxito de crítica, el catálogo seguía teniendo menos referencias que el de PlayStation y había una mayor competencia tras la salida de Nintendo 64, que desbancó a Saturn del segundo puesto en Europa y Norteamérica. Por último, SCE confirmó una nueva rebaja de su consola a 199 dólares, igualado a la baja por Sega a pesar de que estaba por debajo del coste de producción.
Después de dos años en el mercado, el futuro de Sega Saturn quedó en entredicho por la cancelación de Sonic X-treme, el que iba a ser su plataformas de la serie Sonic. Debido a que Sonic Team estaba ocupado en el desarrollo de Nights into Dreams, la compañía se lo encargó al estudio estadounidense Sega Technical Institute. El motor gráfico de Sonic X-treme se valía de un objetivo ojo de pez que daba al jugador una vista de gran angular, por lo que los niveles parecían moverse alrededor de Sonic. Sega llegó a presentar un video promocional en su conferencia de la feria E3 1996, pero hubo muchos problemas de producción y finalmente fue cancelado por agotamiento del equipo de desarrollo. El hecho de que Saturn no contase con un plataformas original de Sonic es una de las claves que explican el mal desempeño en el mercado occidental.
Los planes de Sega Saturn para imponerse en la quinta generación encallaron tras el debut de Nintendo 64 y la publicación de Final Fantasy VII como exclusivo de PlayStation en 1997. Sega había caído a la tercera posición en cuota de mercado, sin posibilidades de remontar, y Bernie Stolar llegó a decir en público que «Saturn no es nuestro futuro», lo que dio pie a especulaciones sobre una nueva consola. La situación perjudicó la salida de nuevos juegos para Saturn en los mercados más deficitarios, por lo que la mayoría del catálogo se quedó en Japón y los jugadores occidentales no pudieron disfrutar de títulos como Grandia, Street Fighter Zero 3, Metal Slug o Vampire Savior.

### Cese de producción
Los planes para una videoconsola de sexta generación habían comenzado en 1996, si bien no se desvelaron públicamente hasta el anuncio del proyecto «Sega Katana» en septiembre de 1997. Pocos meses después, en enero de 1998, el presidente Hayao Nakayama presentó su dimisión al frente de Sega y fue reemplazado por Shōichirō Irimajiri, luego de que la firma hubiese declarado pérdidas por primera vez desde su salida a bolsa. Una de las primeras decisiones de Irimajiri fue cesar la producción de Saturn a finales de 1998. En noviembre del mismo año salió a la venta Dreamcast, la nueva (y última) consola de sobremesa de Sega.
Al final de su vida útil, Sega Saturn tuvo un desempeño irregular. En Japón ocupó la segunda posición de su generación de videoconsolas, llegando a superar los números que Mega Drive había hecho allí, y siguieron publicándose juegos hasta el año 2000. La situación fue muy distinta en Europa y Estados Unidos, donde quedó relegada a la tercera plaza con unas ventas muy por debajo de lo previsto.

## Hardware y accesorios

### Hardware

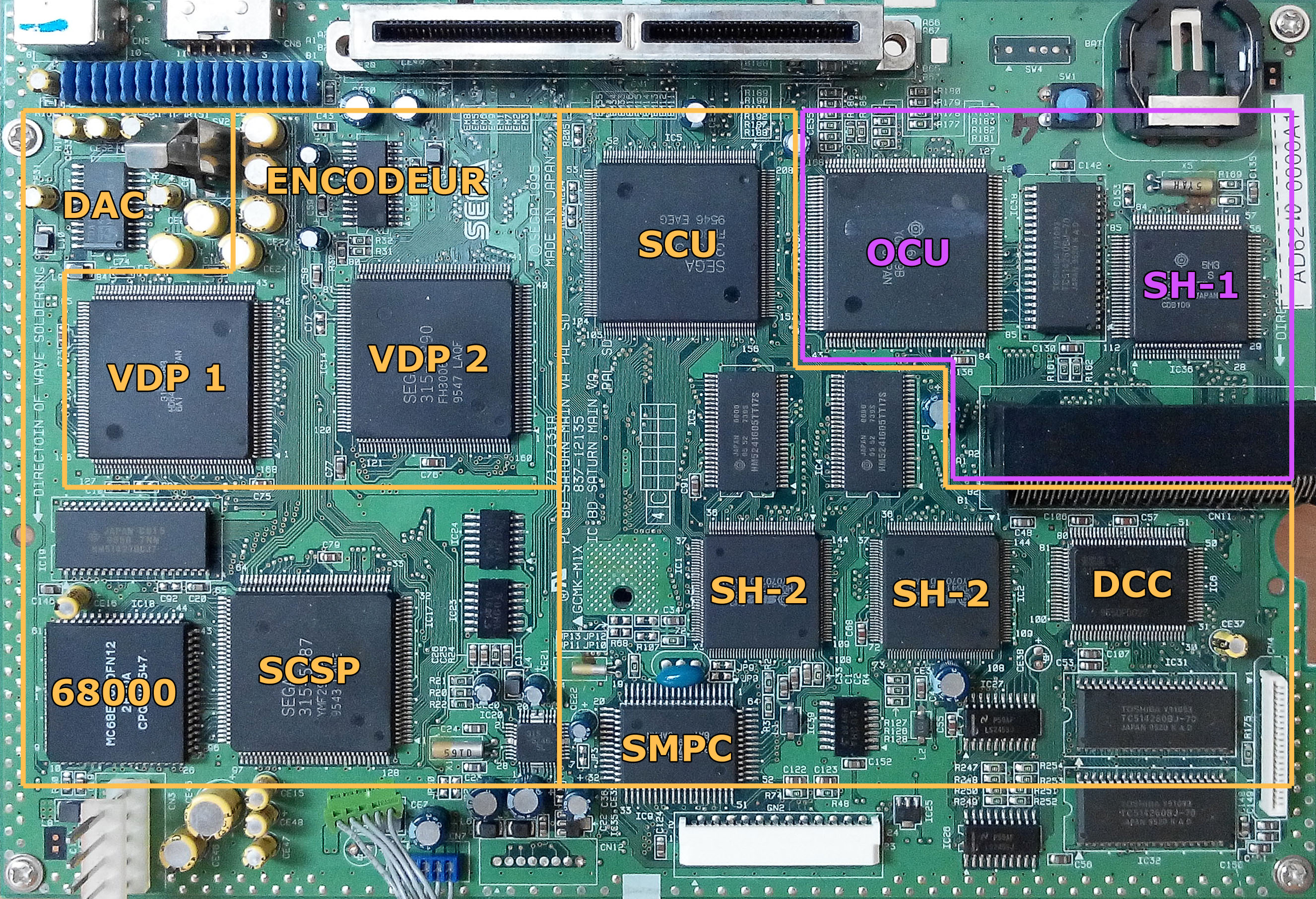
Descripción del procesador de Sega Saturn.

La principal característica de Sega Saturn es su doble CPU con dos microprocesadores Hitachi SH-2 de 32 bits a 28.6 MHz, más un microprocesador SH-1 de apoyo para reducir los tiempos de carga de la unidad de disco óptico. Además, la Unidad de Control de Saturn (SCU) funcionaba como un coprocesador extra. Cuenta también con dos procesadores de video, el VDP1 (sprites y polígonos) y el VDP2 (renderización y fondos), así como un doble procesador de sonido, compuesto por el Motorola 68EC000 y el chip Yamaha YMF292 de 32 canales. En cuanto a la memoria de trabajo, tiene seis unidades con 2 MB de RAM central. Su salida de video mediante un conector RCA permite resoluciones desde los 320×224 hasta los 704×224 píxeles, con una paleta de hasta 16,77 millones de colores.
La consola mide aproximadamente 260 mm de ancho por 230 mm de fondo y 83 mm de alto. En la parte superior se encuentra la unidad lectora de discos CD-ROM, así como una unidad de cartucho para añadir periféricos, mientras que en la frontal hay dos puertos para mandos de control. Además, la consola incorpora un centro multimedia capaz de reproducir audio, video CD y foto CD. Los discos de Saturn tienen una capacidad de 650 MB.
A lo largo de su vida útil, Saturn enfrentó problemas en su catálogo de juegos por el uso del doble microprocesador. Después de descubrir que el microprocesador de PlayStation tenía una frecuencia de reloj de 33,86 MHz, superior a la de Saturn, el equipo de Sega añadió un segundo procesador SH-2 con un protocolo maestro-esclavo, por lo que era más complicado sincronizarlos. Yū Suzuki, productor de Virtua Fighter, llegó a decir en 1994 que habría preferido un solo microprocesador porque «no creo que todos los desarrolladores tengan la habilidad para programar dos CPU». Además, Sega no facilitó al principio ni la documentación técnica ni los kits de desarrollo de software a las third-parties, en contraste con las facilidades ofrecidas por SCE para programar en PlayStation. Otro problema fue que los gráficos tridimensionales de Saturn estaban representados con polígonos de cuatro vértices (quads) en lugar de triangulares (tris), que terminarían siendo el estándar de los videojuegos 3D por su versatilidad. Un ejemplo de ello fue Resident Evil, publicado para PlayStation en agosto de 1996 y que no llegó a Sega Saturn hasta julio de 1997 porque hubo que rediseñar todos los modelos desde cero con quads.

#### Especificaciones técnicas
| - CPU: Principal: 2 x 32bit RISC SH2 (28,6 MHz, 25MIPS) - 32bit RISC SH1 (20 MHz) - Sonido: 16bit CISC 68EC000 (11,3 MHz) - Memoria: - Ram principal: 2 Mb - CD Buffer: 500 kb - Video RAM: 1,5 Mb - IPL ROM: 500 kb - Audio RAM: 500 kb - Backup RAM: 32 kb - Imagen: - resolución de 320x224, 640x224 o 720x576 píxeles - Profundidad de color de 24 bits (16,77 millones de colores) - Doble frame buffer de 256 kb para transformación de sprites | - Sonido: - 32 canales PCM y 8 FM - Muestreo de 16 bits, 44,1 kHz máximo - Procesador de señal digital (DSP) de audio - Unidad de CD: doble velocidad (300 kb/s) - Capacidad CG: 500.000 polígonos/s (200.000 con mapeado de texturas) - Mapeado de texturas Wire Frame - Sombreado plano, Sombreado Gouraud - Scroll: 5 pantallas (Escalado, Rotación, Ampliación y Reducción) |

### Accesorios

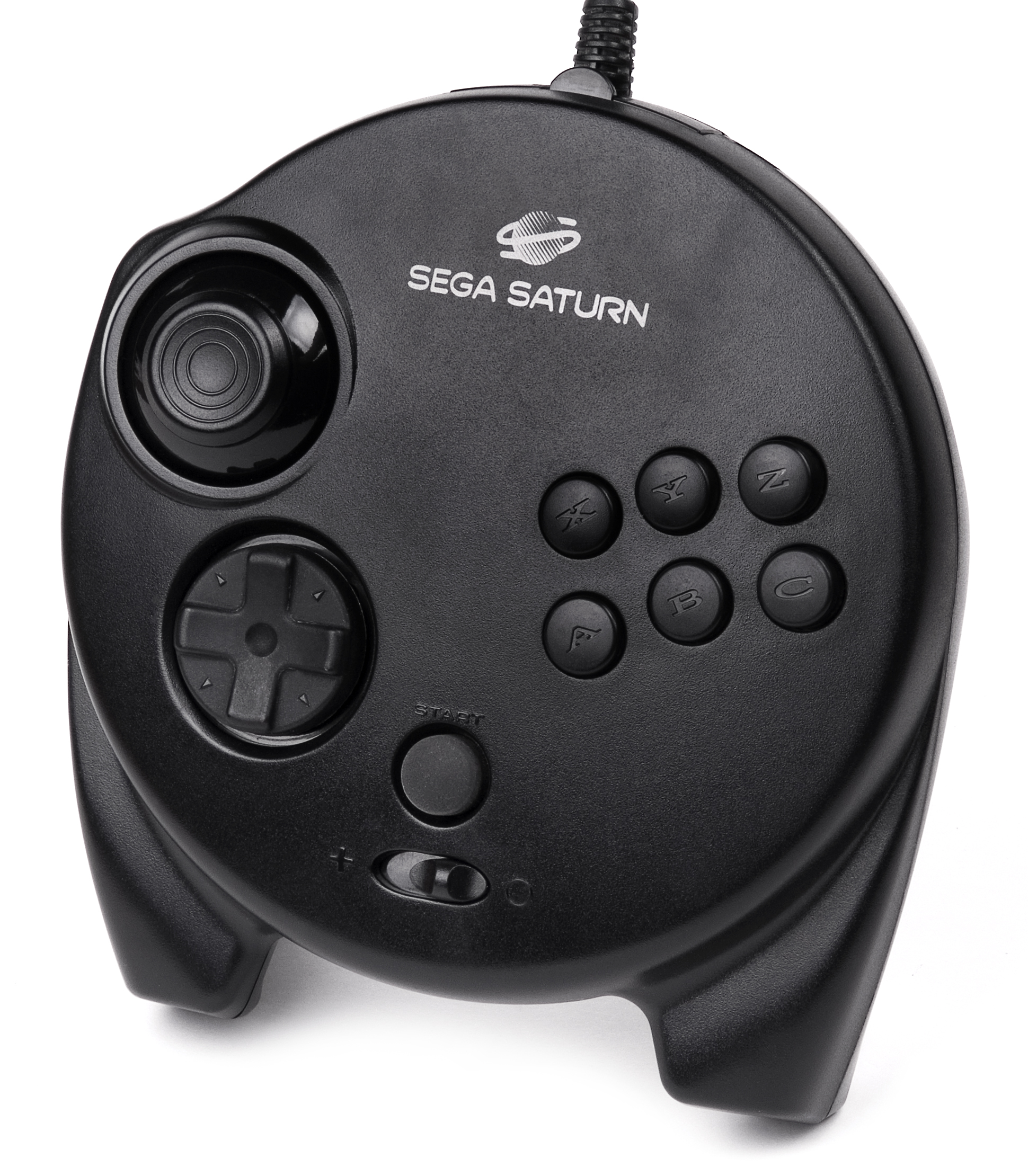
Versión europea del 3D Control Pad, incluido con la compra de Nights into Dreams.

Sega Saturn dispuso de numerosos accesorios a lo largo de su vida útil. El mando con cable incluido en la consola tiene seis botones frontales, dos laterales y una cruceta direccional, con un diseño diferente según la versión regional. También se comercializaron otros productos como la versión de mando inalámbrica —que solo salió en Japón—, palancas de mando, un ratón, una pistola óptica para Virtua Cop, un volante (Arcade Racer) e incluso un mando arcade con varios modelos, el Virtua Stick. Con motivo del lanzamiento de Nights into Dreams en 1996 se comercializó un mando circular, el 3D Control Pad, que añadía una cruceta analógica y dos gatillos en reemplazo de los botones laterales. El 3D Control está pensado para juegos con entorno tridimensional, así que el jugador puede elegir la cruceta con un interruptor situado debajo del botón de inicio.
El cargador de cartuchos de Saturn sirve para conectar expansiones de memoria, desbloqueadores de región y dispositivos Action Replay. El más conocido es el cartucho de ampliación de memoria RAM —desde 1 MB hasta 4 MB— que reduce los tiempos de carga y mejora la fluidez de las animaciones.

### Conexión a internet
La consola permitía conexión a internet a través de Sega Net Link, un periférico externo que va conectado al puerto de cartucho, y que salió a la venta en 1997 solo para Japón y Estados Unidos. Se trata de un módem de 28,8 kbps que en su momento permitía multijugador en línea, así como navegación por internet, envío de correos electrónicos y chat en línea. En Japón los jugadores debían conectarse a la plataforma centralizada SegaNet, mientras que en Estados Unidos funcionaba en conexión por línea conmutada.
El Sega Net Link solo era compatible con cinco juegos: Daytona USA: CCE Netlink, Duke Nukem 3D, Saturn Bomberman, Sega Rally Championship y Virtual On: Cyber Troopers.

## Modelos
Sega Saturn contó con varios modelos de consola según el mercado regional. En Japón hubo dos versiones: el HST-3200/HST-3210, correspondiente a la primera generación, y el HST-3220 de segunda generación. El primer modelo se distingue por su carcasa gris oscura, mientras que el segundo tiene una carcasa blanca y botones de colores. Además hubo un modelo exclusivo transparente, conocido como Saturn Skeleton (HST-0020), que solo salió a la venta en 1998. En Estados Unidos (MK-80000) y Europa (MK-80200) se utilizó una carcasa negra con ligeros retoques entre ambos mercados. Hubo modelos descartados como el prototipo Sega Pluto, con un módem Net Link integrado.
En 1995, Hitachi lanzó en Japón un modelo propio conocido como Hi-Saturn, que destaca por ser una consola de menor tamaño y por ir equipada con una extensión MPEG para leer Video CD. También hubo un modelo exclusivo portátil, la Hi-Saturn Navi, que incorpora pantalla LCD, navegación GPS y podía ser conectada a una estación de karaoke. Por su parte, Victor lanzó otra variante conocida como V-Saturn, idéntica al diseño de la segunda generación.
En Corea del Sur, Sega tuvo que asociarse con Samsung para poder vender su consola en ese país, por lo que allí fue conocida bajo la marca Samsung Saturn.
| Sega Saturn HST-3200                                                | Sega Saturn MK-80000                                                      | Sega Saturn HST-3220                                                | Sega Saturn MK-80001                                                      | V-Saturn                                                 |
| Versión japonesa de primera generación, modelo HST-3200 (1994-1996) | Versión estadounidense de primera generación, modelo MK-80000 (1995-1996) | Versión japonesa de segunda generación, modelo HST-3220 (1996-1998) | Versión estadounidense de segunda generación, modelo MK-80001 (1996-1998) | Versión V-Saturn, fabricada en Japón por JVC (1996-1998) |

## Videojuegos
Sega Saturn tiene más de mil juegos oficiales, de los cuales un 75% se han publicado solamente en Japón. Las copias de venta al público se distribuían en un CD-ROM con un estuche de plástico y su correspondiente manual. El estuche de los títulos publicados en Japón es similar al de cualquier CD, mientras que en Estados Unidos y Europa son verticales y de mayor tamaño. Los juegos tienen bloqueo regional: el software adquirido en una región solo puede reproducirse en el hardware de esa misma zona.
El catálogo tiene una notable presencia de juegos desarrollados por los distintos estudios de Sega. En su mayoría destacaron los ports de arcade como Daytona USA, The House of the Dead, Last Bronx, Dead or Alive y las series Virtua Cop y Virtua Fighter. En otros casos se adaptaron proyectos planteados para recreativa como Fighters Megamix, desarrollado por Sega-AM2 y que combinaba personajes de Virtua Fighter y Fighting Vipers. Algunos de los exclusivos de Saturn mejor valorados por la prensa especializada fueron Burning Rangers, Deep Fear, Dragon Force, Guardian Heroes, Nights into Dreams, Panzer Dragoon Saga, Shining Force III y Radiant Silvergun. Por otra parte, el estudio Sega Sports hizo numerosas licencias deportivas como World Series Baseball y Sega Worldwide Soccer.
Saturn no cuenta con un plataformas exclusivo de Sonic the Hedgehog, la serie más emblemática de Sega, por la cancelación del proyecto Sonic X-treme. Los únicos juegos de la saga son el recopilatorio Sonic Jam, el port de Mega Drive Sonic 3D Blast y el título de carreras Sonic R. En ese tiempo el equipo Sonic Team estuvo volcado en el desarrollo de nuevas licencias como Nights into Dreams y Burning Rangers.
Dentro de los desarrolladores third-party, Saturn no gozó del mismo apoyo que PlayStation pero sí contó con Capcom, Eidos Interactive, Electronic Arts, Konami, SNK, Taito y Traveller's Tales entre otras compañías. Capcom y SNK desarrollaron adaptaciones de arcade para Saturn con un notable desempeño de los títulos en 2D como Darkstalkers, Street Fighter Zero 3 y la serie The King of Fighters. Algunos juegos tridimensionales de PlayStation tuvieron su propia versión en Saturn con resultados dispares por las dificultades de programación, tales como Castlevania: Symphony of the Night, Resident Evil, Tomb Raider y Wipeout 2097. Hubo casos en los que Sega confiaba en compañías externas que habían sabido aprovechar la arquitectura de la máquina, tales como Lobotomy Software —a quienes encargó adaptar Duke Nukem 3D y Quake— y ESP Software, responsables de Grandia.
Muchos títulos de Saturn publicados después de 1997 no tuvieron versión occidental. En el caso de Estados Unidos, Bernie Stolar no veía rentable localizar juegos japoneses para el público estadounidense. Esta política dejó sin traducir uno de los últimos éxitos de ventas de la plataforma, la serie Sakura Taisen, que destacó por mezclar rol táctico con cinemáticas de anime y simuladores de citas. Hubo otros títulos como Dead or Alive, Grandia y Lunar: Silver Star Story Complete que solo llegaron a Occidente a través de su versión para PlayStation.
El juego más vendido de Sega Saturn fue Virtua Fighter 2, con una estimación de 1,7 millones de unidades distribuidas.

## Ventas
A nivel global, con un total de 9,26 millones de consolas vendidas, Sega Saturn quedó por debajo de PlayStation (102 millones) y Nintendo 64 (32,9 millones), según los datos recogidos por VG Chartz. En Japón ocupó la segunda plaza con unas ventas superiores a las de Mega Drive, más de 5,75 millones de consolas frente a los 3,58 de su antecesora. Sin embargo, en el resto de mercados su rendimiento fue peor de lo previsto con 1,8 millones de consolas vendidas en Estados Unidos, 1 millón en Europa y 530.000 en el resto del mundo. Si Mega Drive había vendido en Occidente más de 27 millones de consolas, Sega Saturn apenas había superado los 3,5 millones.
En junio de 1995, coincidiendo con el primer año desde el lanzamiento, Sega aseguró haber distribuido más de 1,3 millones de consolas, frente a los 1,2 millones de PlayStation. A pesar de todo la máquina de Sony había tenido un mejor rendimiento comercial al haber vendido el 90 % de su inventario, mientras que Saturn tenía un ratio del 65 %. Con la salida de ambas marcas en Estados Unidos y Europa, PlayStation logró quitarle el primer puesto gracias a su precio, una mayor variedad de catálogo y unas campañas publicitarias orientadas al público adulto. Después del lanzamiento de Nintendo 64 en 1996, cuando las tres consolas de la quinta generación ya estaban compitiendo entre sí, Sega había vendido 3 millones de Saturn a nivel mundial, frente a los 8 millones de PlayStation y a los 1,5 millones de su nuevo rival en tan solo seis meses. Y en 1997 Nintendo 64 ya les había superado con 5,8 millones, al mismo tiempo que PlayStation afianzaba el primer puesto en Japón gracias a la exclusividad de Final Fantasy VII.

### Publicidad
La campaña publicitaria más exitosa de Sega Saturn estuvo centrada en Segata Sanshiro, un judoca ficticio interpretado por Hiroshi Fujioka, cuya razón de ser era difundir la pasión por los videojuegos y derrotar a quienes no se lo tomaran en serio. El personaje era una parodia de Sugata Sanshiro, el impulsivo protagonista de La leyenda del gran judo de Akira Kurosawa, y su nombre era un juego de palabras del eslogan «Sega Saturn, Shiro! ("Juega con Sega Saturn")». Desde 1997 hasta 1999 se emitieron más de veinte anuncios protagonizados por Segata, incluyendo un último de despedida donde el judoca se inmolaba para salvar a los empleados de Sega. Segata Sanshiro fue un éxito comercial en Japón, al punto de contar con un videojuego propio, y se ha convertido en un fenómeno viral internacional entre la comunidad de jugadores.